# NGC 5901
NGC 5901 је појединачна звезда у сазвежђу Волар која се налази на NGC листи објеката дубоког неба.
Деклинација објекта је + 42° 13' 44" а ректасцензија 15h 15m 2,3s. Привидна величина (магнитуда) објекта NGC 5901 износи 14,1.